# Mędrykowszczyzna
Mędrykowszczyzna (biał. Мендрыкаўшчына; ros. Мендриковщина) – wieś na Białorusi, w obwodzie grodzieńskim, w rejonie werenowskim, w sielsowiecie Żyrmuny.
Dawniej okolica szlachecka. W dwudziestoleciu międzywojennym leżała w Polsce, w województwie nowogródzkim, w powiecie lidzkim, w gminie Żyrmuny.

## Osoby pochodzące z Mędrykowszczyzny
- Józef Tubielewicz - powstaniec styczniowy, ordynans Ludwika Narbutta. Po powstaniu, mając 30 lat, został zesłany na Sybir[3].